# Kyste arachnoïdien
 Mise en garde médicale
Un kyste arachnoïdien est une malformation congénitale du système nerveux central constituée par un kyste dont l'enveloppe est faite de cellules arachnoïdiennes et le contenu de liquide cérébrospinal.

## Localisation
Plus de la moitié se trouvent au niveau de la fosse temporale, avec une légère prédominance à gauche.

## Symptômes
Ils sont souvent asymptomatiques. Les signes dépendent de la taille et de la localisation du kyste. Ils peuvent ainsi se manifester par un déficit neurologique ou des signes d'hypertension intracrânienne. Ils peuvent se compliquer d'une hémorragie intrakystique ou d'une rupture entraînant une hématome sous-dural.

## Traitement
Les gros kystes symptomatiques peuvent être drainés, parfois par méthode neuroendoscopique.